# Oswald Rathmann
August Oswald Ernst Rathmann (* 7. Mai 1901 in Magdeburg; † 15. September 1957 in Mähringen) war ein deutscher Heimatdichter.

## Leben
Seine Eltern waren der Eisenbahn-Obersekretär Friedrich Oswald Rathmann und Amalie Marie Luise, geb. Messerschmidt. Er ging in Delitzsch in die Realschule, später in eine Privatschule in Leipzig. 1919 folgte er seinem Vater zur Eisenbahn, später wechselte als Lehrling in die Kohlengrube von Bitterfeld.
Ab 1925 begann er Kurzgeschichten, Erzählungen, Geschichten für Kinder und Jugendliche sowie Romane zu schreiben. Daneben verfasste er zahlreiche historische und heimatkundliche Beiträge in vielen Zeitungen. Nach der Hochzeit 1935 mit Dorothea Böttcher zog Rathmann nach Herrenberg, später nach Bebenhausen und zuletzt nach Mähringen.
Aus der Ehe gingen zwei Söhne hervor, Traugott Oswald (* 1938) und Hartmut (* 21. August 1941). Nach dem Zweiten Weltkrieg wurde Rathmann als "unbelastet" aus der "Säuberungssache"/Entnazifizierung entlassen.
Die Geschichten Rathmanns behandeln meist historische, heimatkundliche und christliche Themen.

## Werk
Neben zahlreichen heimatkundlichen und historischen Beiträgen in Zeitungen und Zeitschriften (z. B. Kosmos, Ronneburger Anzeiger, Ronneburger Heimatblätter, Gothaische Tageblatt, Sachsen-Altenburgischer vaterländischer Geschichts- und Hauskalender) veröffentlichte Rathmann Romane, Erzählungen sowie Kinder- und Jugendgeschichten. Diese wurden auch in verschiedenen christlichen Zeitschriften, wie Immergrün, Christrosen, Helfende Hände, Jugendglocken, der christliche Volkserzähler oder Wegblumen veröffentlicht. 1941 erhielt er den dritten Preis für seinen Beitrag "Soldat geht auf die - Krötenjagd" in der Zeitschrift Kosmos.
- Martin und das Rotschwänzchen Kleine Jugendgabe 12, 8 Seiten ohne Jahresangabe.
- Viel gut Gesang da lautet wohl. Verlag Bertelsmann, Gütersloh, 1930–32
- Merten Futterschneiders großer Haß. Eine Historie aus Altbarnstädt von Anno 1641. Querfurter Heimatblätter Dritte Folge Nr. 3, 1932
- Zwölf wenig bekannte Lutherhistorien. Verlagsbuchhandlung Bethel, Wandsbek, 1933,*Weiße Sternblümchen. Jugendglocken Band 1, Anker Verlag 1934
- Wie das Peterle dem Christkind Eingang schaffte. Jugendglocken Band 5, Anker Verlag, 1934
- Marlenchen, in: Immergrün Band 54, Quell Verlag, 1936
- Üb' immer Treu und Redlichkeit. Jugendglocken Band 11, Anker Verlag, 1937
- Geh' aus, mein Herz, u. suche Freud, Jugendglocken Band 12, Anker Verlag, 1937
- Nun ruhen alle Wälder. In: Erich Kolle (Hrsg.): Aus des Lebens verborgenen Gründen, 2. Aufl., Johannes Herrmann Verlag, Zwickau
- Lorenz Selters füllt einen Fragebogen aus.  In: Erich Kolle (Hrsg.): Aus des Lebens verborgenen Gründen, 2. Aufl., Johannes Herrmann Verlag, Zwickau
- Mariensee, Bad Blankenburg, Harfe Verlag, 1940
- Außer Dienst Kurzgeschichte in: K. Müller (Hrsg.): Hinter den Wolken scheint das Licht. Kurzgeschichten aus neuerer Zeit. Johannes Hermann Verlag, Zwickau, o. J. (~1940)
- Muss ich einmal alles verlassen? Kurzgeschichte in: K. Müller (Hrsg.): Hinter den Wolken scheint das Licht. Kurzgeschichten aus neuerer Zeit. Johannes Hermann Verlag, Zwickau, o. J. (~1940)
- Packan und Kläfferle (Wegblumen, Heft 24, Teilauflage mit falschem Autorennamen "Oskar Rathmann"), Christliches Verlagshaus, 32S., 1940
- Marx der Held von Herrenberg, Bremen, Anker Verlag, 1941
- Im Flugzeug über den Ozean. Aus dem Leben des Ozeanbezwingers Ehrenfried Günther Freiherr von Hünefeld (Christrosen, Heft 194), Buchhandlung der Evangelischen Gesellschaft, Wuppertal-Elberfeld 1941.
- Der Himmelhofbauer, Konstanz i. B., Christl. Verlagsanstalt
- In einer kleinen Stadt, Harfe Verlag, 1942
- Mutter Lorenz, Bremen, Anker Verlag,
- Weiße Sternblümchen. – Jugendglocken, Heft 1, ca. 1942
- Gertraud Bernhardi, die erste Pfarrfrau nach der Reformation. Katharina von Boras seltsames Osterfest, Die Flucht der neun Nonnen aus dem Kloster Nimbschen, Zwickau, Verlag und Druck Johannes Herrmann, 2. Aufl. Evang. Verlagsanstalt 1965
- Meister Peter, Doktor Luthers guter Freund, Zwickau, Johannes Herrmann Verlag, 2. Aufl. Berlin, Evang. Verlagsanstalt, 1968
- Mensch ärgere Dich nicht!
- Auf den Nebel folgt die Sonne
- Achim klärt einen Fall, Bad Blankenburg, Harfe Verlag
- Bianka und ihr Vater, Bad Blankenburg, Harfe Verlag
- Veronika fasst zu, Bremen, Anker Verlag
- Heiner geht aufs Land
- Rund um den Friedenstein -
- Gotha im Spiegel der Leipziger Chronik
- Zur Geschichte eines Gothaer Hauses
- Engelchen (Wegblumen, Heft 33), Stuttgart, Christliches Verlagshaus, 31 S., 1951
- Und alles zum Besten kehren, (Wegblumen, Heft 3), Stuttgart, Christliches Verlagshaus
- Marlenchen (Immergrün-Heft 324, auch in Immergrün Kleinband Nr. 4), Quell-Verlag der evangel. Gesellschaft Stuttgart
- Horst steht seinen Mann (Immergrün Heft 349), Quell Verlag der evangel. Gesellschaft Stuttgart, 1949
- Fahrendes Volk
- Gabriele, 46S. mit Abb., Christl. Verlagshaus Stuttgart, ca. 1930
- Die fünf Steinkreuze